# Paral·lel 48° sud
El paral·lel 48° sud és una línia de latitud que es troba a 48 graus sud de la línia equatorial terrestre. Travessa l'oceà Atlàntic, l'Oceà Índic, l'Oceà Pacífic i Amèrica del Sud.
En aquesta latitud el sol és visible durant 16 hores, 3 minuts durant el solstici d'hivern i 8 hores, 22 minuts durant el solstici d'estiu.

## Geografia
En el sistema geodèsic WGS84, al nivell de 48° de latitud sud, un grau de longitud equival a 74,625 km; la longitud total del paral·lel és de 26.865 km, que és aproximadament 67,0% de la de l'equador, del que es troba a 5.318 km i a 4.683 km del pol Sud

## Arreu del món
A partir del Meridià de Greenwich i cap a l'est, el paral·lel 48° sud passa per: 
| Coordenades                              | País. Territori o mar | Notes                        |
| ---------------------------------------- | --------------------- | ---------------------------- |
| 48° 0′ S, 0° 0′ E / 48.000°S,0.000°E     | Oceà Atlàntic         |                              |
| 48° 0′ S, 20° 0′ E / 48.000°S,20.000°E   | Oceà Índic            |                              |
| 48° 0′ S, 147° 0′ E / 48.000°S,147.000°E | Oceà Pacífic          |                              |
| 48° 0′ S, 75° 18′ O / 48.000°S,75.300°O  | Xile                  | Arxipèlag Patagó i continent |
| 48° 0′ S, 72° 25′ O / 48.000°S,72.417°O  | Argentina             |                              |
| 48° 0′ S, 65° 55′ O / 48.000°S,65.917°O  | Oceà Atlàntic         |                              |